# Filippo Azzaiolo
Filippo Azzaiolo (* um 1535 in Bologna; † nach 1569 ebenda (?)) war ein italienischer Sänger und Komponist.

## Leben
Über seinen Werdegang ist wenig bekannt. Man kann davon ausgehen, dass er in seiner Geburtsstadt ab etwa 1557 als Sänger aktiv war und dort auch sein gesamtes Leben verbracht hat.

## Werke (Auswahl)
Zu seiner Zeit war in Norditalien die Villotta, ein durchkomponiertes vierzeiliges volkstümliches Lied von tänzerischem Charakter, dessen Ursprung wohl in Venedig lag, sehr beliebt. Azzaiolo schuf neben einigem anderen drei Bände dieser Werke, die darin als Villotte alla Padoana bezeichnet sind. Er greift auf Melodien oberitalienischer Volkslieder zu, und stellt für diese in unserer Zeit eine wichtige Quelle dar.
- Il primo libro di Villotte alla padoana con alcune napolitane a quatro voci, Venedig, 1557 (enthält u. a. Kompositionen von Vincenzo Ruffo und B. Spontone)
  - Darin enthalten ist die Canzona E me levai d’una bella mattina in einem vierstimmigen Satz.
- Il secondo libro di Villotte del fiore alla padoana con alcune napolitane e madrigali a quatro voci, Venedig, 1559 (enthält u. a. Stücke von Jakob Arcadelt, A. Ganassi und G. T. Lambertini)
- Di Filippo Azaiolo bolognese il terzo libro delle villotte del fiore a quatro voci, Venedig, 1569 (enthält u. a. Stücke von P. Casanuova und B. Pifaro)
  - Darin enthalten ist die Canzona E me levai d’una bella mattina in einem achtstimmigen Satz.

Girometta, senza te ist wohl das bekannteste Beispiel. Girolamo Frescobaldi legte es seinem Capriccio sopra la Girometa zu Grunde (1639 erschienen in Fiori Musicali in Venedig)